# Gare de Pornic
La gare de Pornic est une gare ferroviaire française de la ligne de Sainte-Pazanne à Pornic, située sur le territoire de la commune de Pornic, dans le département de la Loire-Atlantique en région Pays de la Loire. La gare est établie sur la rive sud du canal de Haute Perche, le cours d'eau qui sépare la ville en deux, mais se trouve néanmoins à proximité immédiate du pont qui le franchit, donnant ainsi accès, quelques centaines de mètres plus loin, au centre commerçant et touristique de la cité.
Elle est mise en service, en 1875, par la Compagnie des chemins de fer nantais (CFN). C'est une gare de la Société nationale des chemins de fer français (SNCF), desservie par des trains TER Pays de la Loire.

## Situation ferroviaire

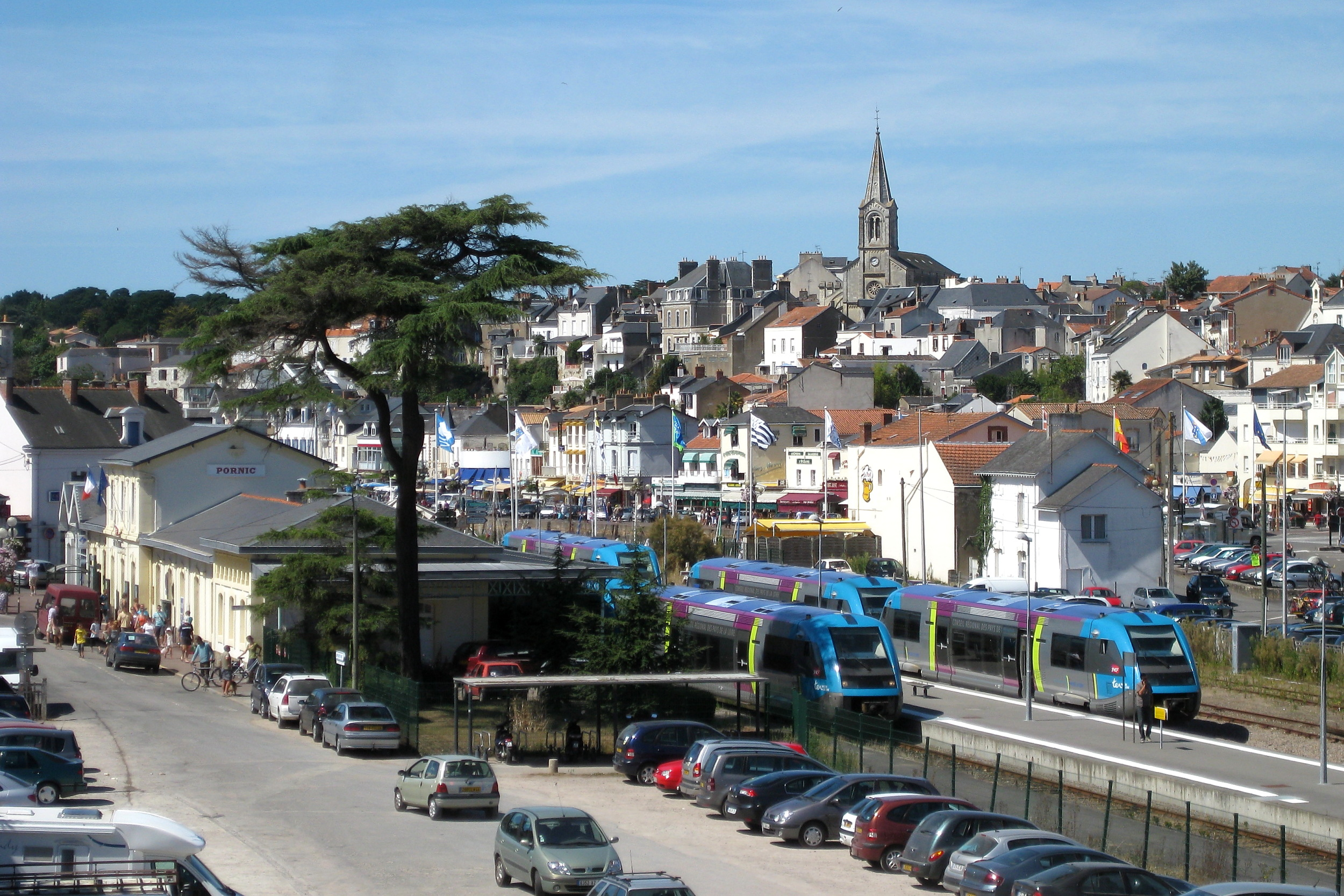
Vue générale de la gare, avec plusieurs X 73500 en stationnement.

Établie à 5 mètres d'altitude, la gare terminus de Pornic est située au point kilométrique (PK) 29,719 de la ligne de Sainte-Pazanne à Pornic, après la gare de La Bernerie.

## Histoire
La gare de Pornic est mise en service, le 11 septembre 1875, par la Compagnie des chemins de fer nantais (CFN), lorsqu'elle ouvre sa ligne secondaire de Nantes à Pornic. Elle devient une gare de l'Administration des chemins de fer de l'État lorsque celle-ci rachète la ligne et l'exploite à partir du 1er juillet 1878.
Elle joue un rôle dans le développement touristique de la ville en tant que station balnéaire, en amenant nombre d'estivants depuis Nantes et Paris. Elle fut de 1906 à 1939, une plaque tournante de la desserte ferroviaire de la Côte de Jade, puisque le terminus sud de la ligne à voie métrique de Pornic à Paimbœuf se trouvait de l'autre côté des voies, en face de l'actuel bâtiment voyageurs. L'activité de la gare est mise en sommeil pendant la Seconde Guerre mondiale.
En 1970, les pouvoirs publics décident de ne plus desservir la gare durant la période hivernale. Il faudra attendre 2001 pour que le service à l'année soit totalement rétabli. L'augmentation de la fréquentation impose d'importants travaux sur la ligne, qui est ainsi remise aux normes actuelles pour la fin de l'année 2010.

## Service des voyageurs

### Accueil
Gare SNCF, elle dispose d'un bâtiment voyageurs, avec un guichet, ouvert tous les jours. Elle est équipée d'automates pour la vente des titres de transport TER. Gare « Accès Plus » elle dispose d'aménagements, d'équipements et de services pour les personnes à la mobilité réduite.

### Desserte
Pornic est desservie par des trains TER Pays de la Loire qui effectuent des missions entre les gares de Nantes et de Pornic (terminus de la ligne).
Cependant, du 1er septembre 2014 au 4 juillet 2015, la desserte ferroviaire de la gare est suspendue pour permettre la 2e phase de rénovation de la ligne Nantes - Pornic. Durant cette période, la desserte de la gare n'est plus effectuée que par autocar en correspondance avec des TER en gare de Sainte-Pazanne ou directement jusqu'à Nantes. Ces travaux sont prolongés de deux mois en raison de malfaçons électriques sur la signalisation ferroviaire et les passages à niveau, liées à une faiblesse du pilotage du chantier.

### Intermodalité
Un parc pour les vélos et un parking pour les véhicules y sont aménagés. Un service de cars à tarification SNCF assure la liaison de Nantes à Pornic en complément des relations ferroviaires.

## Projet
Le Conseil régional des Pays de la Loire mènerait une étude visant à substituer la liaison TER depuis Nantes par une desserte tram-train, qui nécessitera notamment une électrification de la ligne et une mise au gabarit des quais.